# Violette Verdy

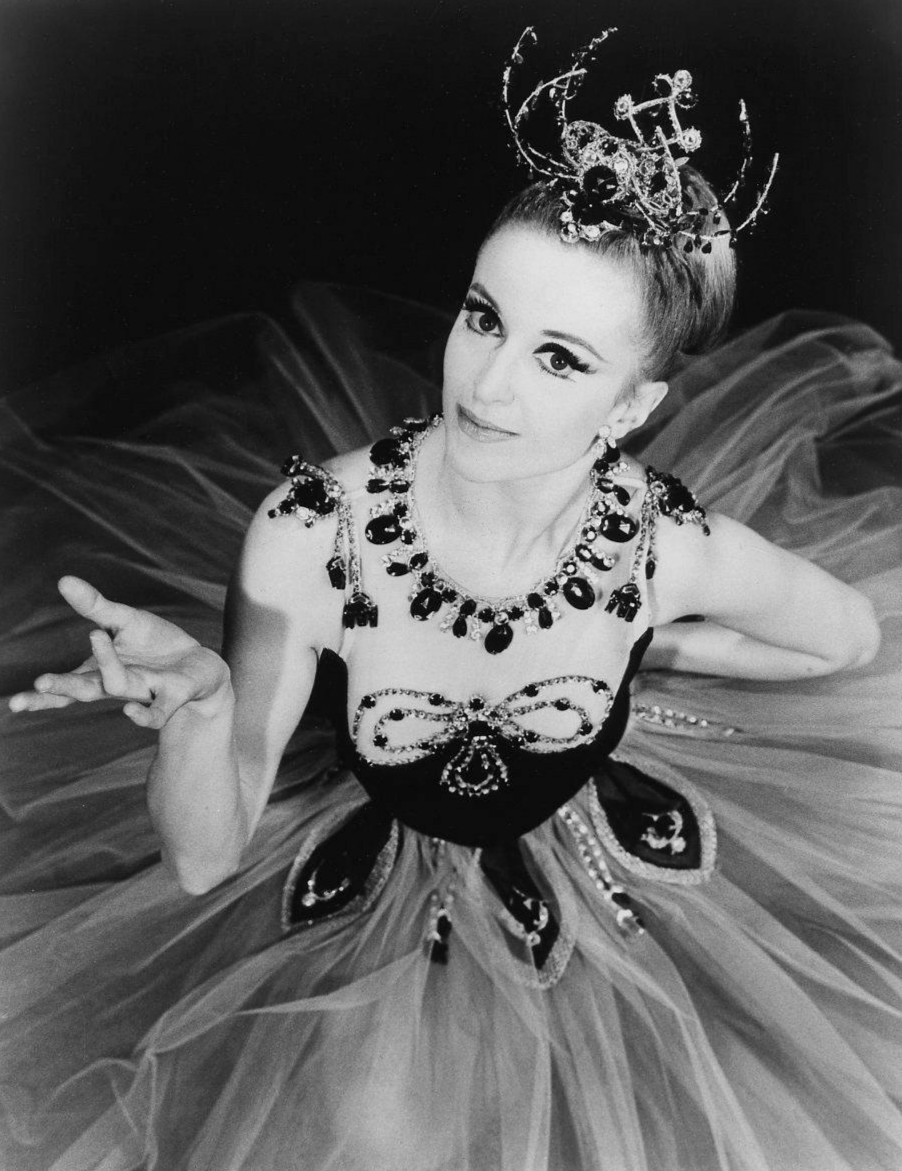
Violette Verdy (1967)

Violette Verdy (eigentlich Nelly Armande Guillerm; * 1. Dezember 1933 in Pont-l’Abbé, Bretagne; † 8. Februar 2016 in Bloomington, Indiana) war eine französische Ballerina, Choreografin, Hochschullehrerin und Schriftstellerin sowie die Direktorin des Ballet de l’Opéra de Paris und des Boston Ballet. Von 1958 bis 1977 war sie Solotänzerin am New York City Ballet. Sie war außerdem Professorin für Ballett an der Bloomingtoner „Jacobs School of Music“ an der Indiana University. Verdy erhielt zwei Orden von der französischen Regierung: den Ordre des Arts et des Lettres (1973) und den Orden der Ehrenlegion (2008), der ranghöchsten französischen Auszeichnung.

## Leben

### Frühe Jahre in Europa
Geboren in Pont-l’Abbé, einer Küstenstadt im Departement Finistère in der Bretagne im Nordwesten Frankreichs, wurde sie auf den Namen Nelly Armande Guillerm getauft. Ihr Vater, Renan Guillerm, starb, als sie ein paar Monate alt war; ihre Mutter, Jeanne Chateaureynaud, eine Lehrerin, schrieb ihre Tochter für Tanzstunden ein, weil sie so viel Energie zu haben schien. Das Mädchen galt bald als „Wunderkind“, als sie im Alter von acht Jahren ihr Balletttraining begann. In dieser Zeit zog sie mit ihrer Mutter in das von den Deutschen besetzte Paris. Sie tanzte bei Carlotta Zambelli sowie später bei Madame Rousanne Sarkissian und Victor Gsovsky. Guillerm debütierte 1945 im Corps de ballet von Roland Petits Le Poète am Théâtre Sarah-Bernhardt in der französischen Hauptstadt. Bald darauf wurde sie Mitglied von Petits Ballets des Champs-Élysées, wo sie in den nächsten Jahren in zahlreichen kleinen Rollen auftrat.
Im Jahr 1949 wurde Guillerm vom deutschen Kinodirektor Ludwig Berger gewählt, um in seinem Film Ballerina mitzuwirken. Das Werk wurde in Europa 1950 veröffentlicht, in den Vereinigten Staaten lautete der Filmtitel Dream Ballerina. Berger bestand darauf, dass die junge Französin einen Künstlernamen annahm, und Roland Petit schlug Violette Verdy vor, weil der Name sowohl an eine Blume als auch an den Komponisten Giuseppe Verdi erinnerte. Verdy erhielt Lob von der Kritik für ihre schauspielerische Tätigkeit und ihre klassische Balletttechnik, sie knüpfte neue Kontakte und schloss Verträge mit mehreren europäischen Ballettkompanien ab.
Verdy tanzte weiter mit dem reorganisierten Ballets des Champs-Élysées, dem Ballet de Marigny und dem Les Ballets de Paris de Roland Petit. Mit der letztgenannten Truppe schuf sie die Rolle der Heldin von Petits Le Loup (Der Wolf, 1953), die der Musik von Henri Dutilleux gewidmet war und sich als bedeutender Wendepunkt in ihrer Entwicklung als Interpretationskünstlerin erwies. Weithin anerkannt für ihre Musikalität, Präzision und ihrem Spielwitz, tourte sie daraufhin mit dem Les Ballets de Paris (1953) und dem London Festival Ballet (1954–1955) durch die Vereinigten Staaten. Die Französin übernahm Hauptrollen bei der Ballettkompanie der Mailänder Scala (1955–1956) und beim Ballett Rambert (1957) in London. In Mailand tanzte sie die Titelrollen in abendfüllenden Produktionen von Cinderella und Romeo und Julia, beide choreografiert von Alfred Rodrigues; mit dem Ballet Rambert tanzte sie die unbeschwerte Swanhilda in Coppélia und die dramatischere Titelrolle in Giselle, die zu einer ihrer wichtigsten Rollen avancierte.

### Vereinigte Staaten
Nora Kaye, eine Ballerina am American Ballet Theatre, wurde 1957 in London auf Verdy aufmerksam. Sie lud die Französin ein, ihrem Ballett beizutreten. Verdy nahm die Einladung an und zog nach New York City, wo sie beim Publikum bald großen Anklang fand sowohl in Repertoirestücken als auch in Galadarbietungen.
Verdy wurde vom Choreografen Jerome Robbins bevorzugt, der sie für „Dances at a Gathering“ (1969) und „In the Night“ (1970) besetzte, die beide von Chopins Klaviermusik begleitet wurden. Ihr Solo „the woman in green“ in „Dances at a Gathering“ gilt als ein Paradestück ihrer außergewöhnlichen Musikalität und die schnelle Chopin étude (op. 25, no.4) bleibt bis heute eine Herausforderung für Ballerinas. Die Choreographie von „In the Night“, die auf drei Chopin-Nocturnes basiert, erlaubte ihr feinste Bedeutungsnuancen in der Bewegung zu zeigen.
Als Gastkünstlerin trat sie häufig in Aufführungen des New Yorker Metropolitan Opera und in Tourneen auf, u. a. in Produktionen des Royal Ballet, des Pariser Opernballetts und des Boston Balletts. Sie tanzte die Rolle der Ballerina in klassischen Werken wie Giselle, Schwanensee, La Sylphide, Dornröschen und Coppélia. Ab 1949 tanzte Verdy auch häufig im französischen, britischen, kanadischen und amerikanischen Fernsehen.

### Privatleben und späte Jahre
In den 1960er Jahren war Verdy kurz mit dem Schriftsteller und Filmemacher Colin Clark verheiratet. 1977 verließ sie das New York City Ballet, um die erste weibliche künstlerische Leiterin des Pariser Opernballetts zu werden. Nach drei Jahren veranlasste sie ein Wechsel in der französischen Regierung dazu, Paris zu verlassen und 1980 in die Vereinigten Staaten zurückzukehren. Sie wurde Associate Director und später die künstlerische Leiterin des Boston Ballet, eine Position, die sie bis 1984 innehatte. Danach leitete Verdy die Tanzfakultät an der „Jacobs School of Music“ der Indiana University.
Violette Verdy lehrte als Gastprofessorin am Royal Ballet in London, an der Pariser Oper, in Australien, am Royal Danish Ballet, am Teatro alla Scala in Mailand, am Stuttgarter Ballett, am Hamburger Ballett, am Bayerischen Staatsballett in München und am Bolschoi-Ballett in Moskau, wo sie die erste ausländische Lehrerin wurde, die seit der Roten Revolution von 1917 eingeladen wurde. Im Jahr 2008 gab die School of American Ballet bekannt, dass Verdy als ihre erste, und zunächst einzige, permanente Gastlehrerin lehren würde.
Sie starb am 8. Februar 2016 in Bloomington, Indiana, nach einer kurzen Krankheit.